# 49 samodzielny batalion obserwacyjno-meldunkowy

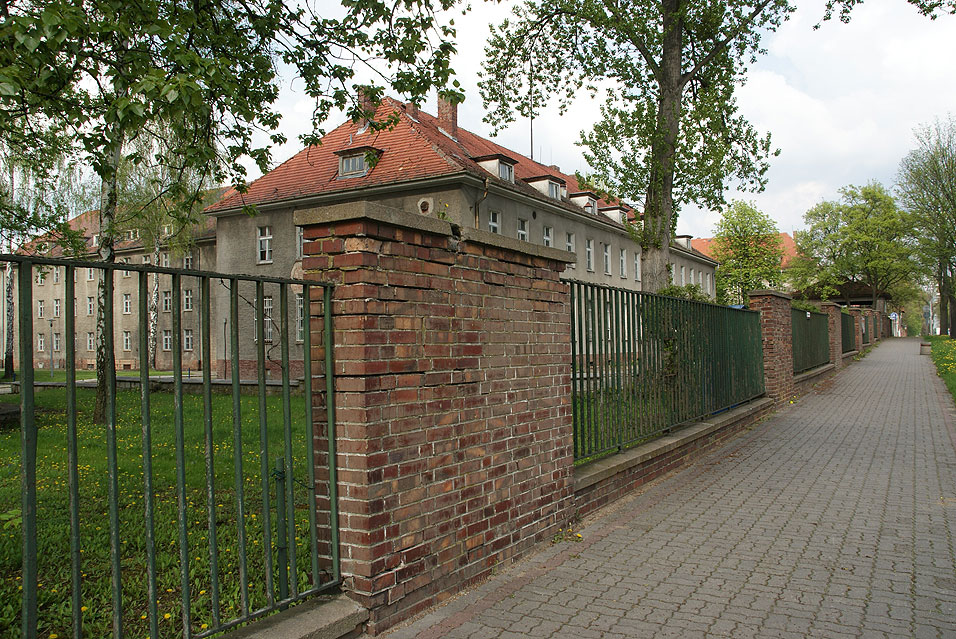
Wałcz – 49 samodzielny batalion o-m

49 samodzielny batalion obserwacyjno-meldunkowy (49 sbomel) – nieistniejący już batalion obserwacyjno-meldunkowy Wojska Polskiego.

## Historia

### Formowanie
Minister Obrony Narodowej wydał rozkaz Nr 020/Org. z 29 marca 1950 dla dowódcy WLiOPL o sformowaniu na bazie 1 Okręgowego Batalionu Łączności w Legionowie 49 samodzielnego batalionu obserwacyjno-meldunkowego o stanie 634 wojskowych i 2 kontraktowych. W lipcu 1950 r. sztab batalionu przeniesiono do Wałcza w celu ułatwienia dowodzenia tworzonym batalionem w północno-zachodniej części Polski. Trzy kompanie obserwacyjno-meldunkowe batalionu były: w Pucku, w Koszalinie i w Szczecinie tworzyły linię 45 posterunków, obejmując odcinek 600 km wzdłuż granicy morskiej i części lądowej północno-zachodniej. 15 października 1950 r. 49 samodzielny batalion obserwacyjno-meldunkowy osiągnął gotowość bojową.

### Zadania, szkolenie, stacjonowanie, sprzęt

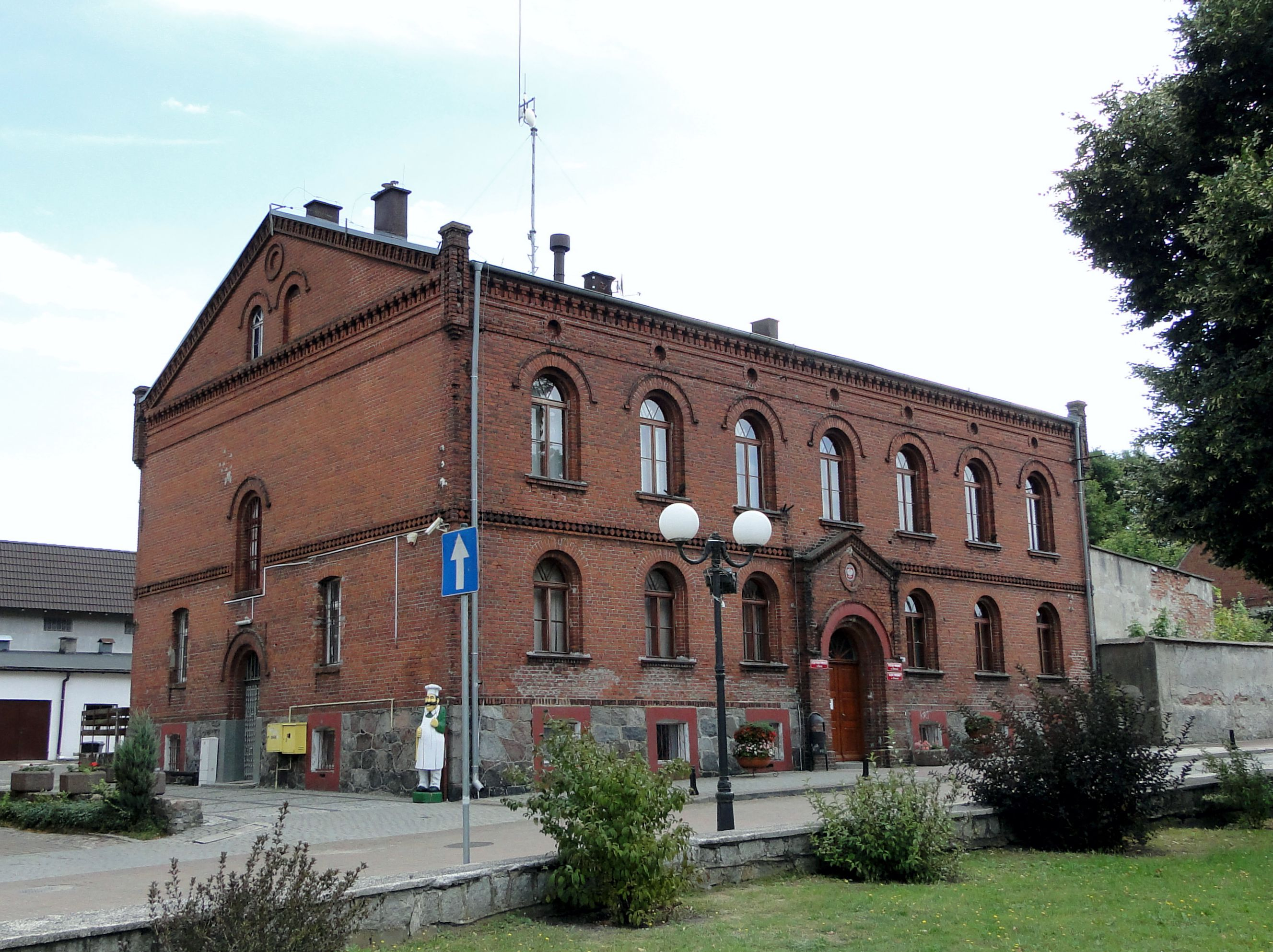
Drawno. Były 083 posterunek

Zadaniem batalionu było wykrywanie celi przeciwnika, które prowadzono wzrokowo i słuchowo poprzez posterunki obserwacyjno-meldunkowe 49 batalionu, a jedynymi środkami technicznymi były stoliki kursowe, lornetki, dwa aparaty telefoniczne AP-48, busola, zegar – budzik i pięć kilometrów kabla telefonicznego. We własnym zakresie, w razie potrzeby, żołnierze batalionu wykonywali drewnianą wieżę, dół nasłuchowy i schron. Posterunki 49 batalionu były rozmieszczone w pasie przygranicznym w odległości 4–5 km od granicy, były od siebie oddalone o 8–10 km, głębokości 10–12 km i tworzyły kompanijne rejony obserwacyjno-meldunkowe o szerokości 60 km, głębokości 30 km, albo batalionowy rejon o szerokości 80 km i głębokości 60 km. 3 kompania stacjonująca w Szczecinie miała 15 posterunków na odcinku Międzyzdroje – Helze (na południe od Cedyni), w tym 083 posterunek obserwacyjno-meldunkowy w Drawnie w składzie plutonu obserwacyjno-meldunkowego z 3 kompanii 49 batalionu obserwacyjno-meldunkowego. Miejscem stacjonowania dowódcy plutonu z 3 kompanii, któremu podlegał drawieński posterunek, był Czaplinek, natomiast dowództwo kompanii kwaterowało w Wałczu. Pluton obserwacyjno-meldunkowy oprócz Drawna i Studnicy miał posterunki w Czaplinku, Kaliszu Pomorskim i Budowie. W budynku Urzędu Miejskiego w Drawnie mieścił się od 1950 083 posterunek obserwacyjno-meldunkowy.

### Rozformowanie batalionu
W 1952 roku rozpoczęła się dynamiczna modernizacja techniczna i strukturalna systemu obserwacyjno-meldunkowego, wynikająca z dążenia do pełnego zabezpieczenia granic powietrznych kraju przed penetracją obcych samolotów. Ich zwiększająca się obecność zmusiła Ministerstwo Obrony Narodowej do wprowadzenia bardziej doskonałego sprzętu i środków technicznego wykrywania, do których należały stacje radiolokacyjne. Wprowadzenie na uzbrojenie stacji radiolokacyjnych spowodowało konieczność przeprowadzenia reorganizacji istniejących batalionów obserwacyjnomeldunkowych. W pierwszej połowie 1952 roku przystąpiono do częściowego ich przeformowania w pułki o mieszanej strukturze organizacyjnej, posiadające w swoim w składzie kompanie radiotechniczne. W maju 1952 na podstawie rozkazu nr 0048/Org. z 14 maja 1952 r. dowódcy wojsk OPL OK gen. bryg. Nikołaja Trawina, na bazie 49 batalionu obserwacyjno-meldunkowego i dwóch kompanii obserwacyjno-meldunkowych z Gdyni i Świnoujścia, powstał w Bydgoszczy 8 samodzielny pułk obserwacyjno-meldunkowy (8spobsmeld) o stanie 1784 wojskowych i 16 kontraktowych. Dowódcą 8 samodzielnego pułku obserwacyjno-meldunkowego został dotychczasowy dowódca 49 batalionu obserwacyjno-meldunkowego – mjr Wiktor Kamiński.

## Skład etatowy, uzbrojenie, sprzęt

### Struktura, skład etatowy
49 batalion miał trzy kompanie obserwacyjno-meldunkowe: w Pucku, w Koszalinie i w Szczecinie, tworzyły linię 45 posterunków, obejmując odcinek 600 km wzdłuż granicy morskiej i części lądowej północno-zachodniej.

#### Skład etatowy batalionu w 1950[1]
- Dowództwo i sztab
- 3 kompanie obserwacyjno-meldunkowe[e][2]
  - 3 plutony obserwacyjno-meldunkowe[f][1]
    - 5 posterunków obserwacyjno-meldunkowych[g][2]

  - drużyna zaopatrzenia
- kompania szkolna
- kwatermistrzostwo
  - magazyn techniczny
  - drużyna gospodarcza

#### Skład etatowy batalionu w 1952[7][2]
- Dowództwo i sztab
- 3 kompanie obserwacyjno-meldunkowe
  - 3 plutony obserwacyjno-meldunkowe
    - 5 posterunków obserwacyjno-meldunkowych

  - drużyna zaopatrzenia
- kompania szkolna
- kompania radiotechniczna
  - trzy radiolokacyjne posterunki (RLP)
  - stacja radiolokacyjna P-3M
- kwatermistrzostwo
  - magazyny techniczne
  - drużyna gospodarcza
  - drużyna remontowa

### Uzbrojenie, sprzęt, zaopatrzenie
Z uzbrojenia żołnierze batalionu posiadali broń etatową: PM wz. 43, amunicję, granaty ręczne RG-42 i F-1 (po 5 szt.). Dowódca batalionu miał do dyspozycji samochód GAZ-67 oraz samochód ciężarowy GAZ-MM. Zaopatrzenie mundurowe i kwaterunkowe żołnierze otrzymywali z kompanii, natomiast zaopatrzenie żywnościowe organizowane było w oparciu o ryczałt pieniężny.

## Przekształcenia
1. 1 Okręgowy Batalion Łączności w Legionowie (1950) → 49 samodzielny batalion obserwacyjno-meldunkowy (JW 2820) w Wałczu (1950-1952) ↘ rozformowany w 1952
2. 8 samodzielny pułk obserwacyjno-meldunkowy (JW 5665) w Bydgoszczy (1952-1956) ↘ przeformowany w 1956